# Le combat ordinaire
Le combat ordinaire (Nederlands: De dagelijkse worsteling) is een Franse stripreeks van Manu Larcenet. Het eerste deel won een prijs op het Internationaal stripfestival van Angoulême. De serie wordt in Nederland uitgegeven door Oog & Blik.

## Verhaal
De reeks behandelt het dagelijkse leven van Marco, een sombere dertigjarige fotograaf die aan paniekaanvallen leidt.

## Personages
- Marco : Hoofdpersonage
- Emilie : Vriendin van Marco
- Georges : Broer van Marco.
- Naïma : Vrouw van Georges.
- Chahida : Dochter van Georges en Naïma.
- Antoine Louis : Vader van Marco en Georges.
- Suzanne Louis : Moeder van Marco en Georges.
- Adolf : De kater van Marco.

## Albums
1. De dagelijkse worsteling (2003)
2. Tegen het vergeten (2004)
3. Wat van waarde is... (2006)
4. Spijkers inslaan (2008)